# Ghosts (álbum)
Ghosts es el segundo álbum de Siobhán Donaghy, publicado vía Parlophone (EMI).

## El disco
El disco fue grabado en un estudio de grabación de un pueblo de Francia.
Ya ha vendido más de 5.000 copias en el Reino Unido sólo con las preventas[cita requerida].
Todavía no se sabe si se distribuirá mundialmente el disco, debido al fracaso del sencillo "Don't Give It Up", suscitando muy poco interés, incluyendo su videoclip en las cadenas musicales[cita requerida].
Su segundo sencillo fue "So You Say", en el que tuvo menor repercusión en las listas que el primer sencillo "Don't Give It Up". El disco fue publicado el 25 de junio de 2007 en el Reino Unido, y un día después en todo el mundo.

## Lista de canciones
1. "Don't Give It Up" 3.09
2. "So You Say" 4:19
3. "There Is A Place" 3:26
4. "Sometimes" 3:22
5. "12 Bar Acid Blues" 3:55
6. "Make It Right" 3:44
7. "Coming Up For Air" 4:13
8. "Goldfish" 4:09
9. "Medevac" 3:58
10. "Halcyon Days" 4:19
11. "Ghosts" 3:55

## Sencillos
- Ghosts/Don't Give It Up
- "Don't Give It Up"
- "So You Say"

- Datos: Q3316375